# Причини за Втората световна война
Причините за избухването на Втората световна война, за разлика от тези породили Първата световна война, са основно идеологически, но също така и:
1. геополитически, а и
2. икономически.

Обективно за разрастването на поредния и втори световен конфликт допринася избухналата т.нар. Голяма депресия.
Втората световна война е също така своеобразно продължение на Първата световна война, в опит за налагане на нов ред.

## Предистория
Светът излиза от Първата световна война с вярата, че подобна (като мащаб) на преживяната световна война /Първата световна война до началото на Втората се нарича Световната война/ е невъзможна. Наложения от Антантата мир изцяло облагодетелства победителите. Тук-там сред общественото мнение от страните-победителки се чуват и песимистични гласове и нотки, но те са неглижирани. Започват бурните Двадесет с епоха на джаза.

## Следствие
Победителите от световната война налагат нова система за международна сигурност, заменила старата още от Виенския конгрес на европейския концерт. За разлика от 1815 г. с края на наполеоновите войни, от ПСВ се появяват две нови извъневропейски велики сили – САЩ и Японската империя. След двете революции в Русия по време на ПСВ, възниква и нова държава – СССР, на която и победители и победени гледат с недоверие. Първата световна вълна за признаване на СССР протича през 1924 г., а втората през 1932/33 г., когато съюза е признат и от Царство България.
До началото на световната икономическа криза от 30-те години на XX век нищо не предвещава световната касапница, избухнала само след 10 години. На 18 февруари 1932 г. Японската империя прогласява независимостта на Манджурия от Китай, под името Манчукоу (Манчу-Куо). На 27 март 1937 г. Япония напуска ОН. През 1934 г. недоволната от твърдяното неизпълнение на лондонския договор от ПСВ, Кралство Италия нахлува в Етиопия. Междувременно в победената в ПСВ Германия канцлер става малко известния извън страната Адолф Хитлер. През 1936 г. избухва гражданска война в Испания – генерална репетиция за възможностите и способностите на участниците в последвалия нов световен конфликт. През 1938 г. Третия Райх поглъща Австрия с аншлус. Става ясно, че системата за международна сигурност от Версай и Вашингтон – рухва. САЩ унесени от вътрешноикономически проблеми оставят изцяло на Великобритания европейските дела. Британският кабинет в лицето на Невил Чембърлейн счита, че може да удържи мира поне в Европа след установяването на протектората Бохемия и Моравия, залагайки на Мюнхенското споразумение като финален акорд на т.нар. политика на умиротворяване. Чембърлейн се прибира от Мюнхен в Лондон размахвайки къс хартия с подписите на Хитлер и Мусолини, изричайки станалата постфактум култова реплика – Peace for our time.

## Трети Райх
От 30 януари 1933 г. Германия има нов канцлер. Адолф Хитлер има ясна и радикална програма за управление, известна като 25-те точки. НСДАП са реваншистки настроена партия, но за разлика от ПСВ, техните водачи са наясно, че Германия не може сама да воюва с останалия свят в опит за нов ред. Като естествени съюзници на Германия слягат Япония в Далечния Изток и Италия в Средиземноморието. През 1933 г. в САЩ има 14 милиона безработни, а 6 милиона американски земеделски производители не могат да намерят пласмент за произведенията си. Обявен е нов курс на Рузвелт.

През 1934 г. Хитлер изяснява и концепцията си във външната политика в една своя реч: 
| „ | Нашата задача е да доведем до победен край прекъснатата през 1918 г. война. Това, което е зад нас, беше едно примирие. Пред нас е победата, която ние в 1918 г. захвърлихме. | “ |

 На 7 март 1936 г. Вермахта навлиза в демилитаризираната Рейнска област. На 25 октомври 1936 г. е сключено споразумение между Германия и Италия за разпределение на зоните на влияние. С това е положена основата на последвалия Тристранен пакт. Изходът от гражданската война в Испания окончателно затвърждава убеждението в държавните ръководства на Италия и Германия, че нов ред е възможен да бъде наложен силово, т.е. с военни средства.
Идеологическа опора на победените в ПСВ сили е антикоминтерновия пакт, а геополитическа – тристранния пакт към който има стремеж да бъде присъединен дори СССР. Антипод от страна на Антантата в ПСВ, за противодействие спрямо стремежа за ревизия на следвоенното статукво, е атлантическата харта на новите стари съюзници.

## Повод
Непосредствен повод за избухването на нов световен конфликт служи инценировката по повод неосигурения от полска страна свободен германски достъп до Източна Прусия през Гданск. Военната интервенция на Вермахта спрямо Полша е логистирана със СССР посредством предходно подписания пакт Рибентроп-Молотов.